# Colleton County Courthouse
El Palacio de Justicia del Condado de Colleton, es un edificio que forma parte del sistema judicial de los Estados Unidos. Se incluyó en el Registro Nacional de Lugares Históricos en 1971. El edificio está ubicado en la esquina de las calles Jeffries y Hampton en Walterboro, estado de Carolina del Sur. El edificio se inscribió en el registro como un ejemplo de la arquitectura del renacimiento griego y también debido a su importancia histórica, ya que la primera reunión sobre la anulación estatal, precedente de la guerra civil estadounidense, se llevó a cabo en el edificio en 1828.

## Historia
En 1817, Walterboro se convirtió en la sede del condado de Colleton. El diseño del palacio de justicia se atribuye al arquitecto Robert Mills. El edificio fue terminado en 1820 por los contratistas de Charleston, J. & B. Lucas.
En junio de 1828, Robert Rhett, que participó en la primera reunión sobre anulación, que se llevó a cabo en el edificio del tribunal, pronunció un discurso en el que instó a John Taylor, gobernador de Carolina del Sur, a convocar inmediatamente una sesión de la legislatura estatal. En octubre del mismo año se llevó a cabo otra reunión de nulidad.

## Arquitectura
El edificio del juzgado tiene dos plantas y está hecho de ladrillo. La entrada está construida a modo de pórtico con cuatro columnas toscanas y dos escaleras con barandales de herrería. La sala de audiencias se encuentra en el segundo piso. El sótano está elevado.
El edificio original de 1820 se modificó considerablemente en 1939, cuando se construyeron dos alas.